# Saison 1992 de la WTA
Vainqueurs des tournois majeurs
Résultats des tournois de tennis organisés par la WTA en 1992.

## Résumé de la saison
La saison 1992 de la Women's Tennis Association (WTA) est en tout point comparable à la précédente.
Avec dix titres, Monica Seles assoit sa domination sur le circuit féminin. Comme en 1991, la numéro un mondiale réalise le petit Chelem, battue seulement en finale à Wimbledon par sa dauphine Steffi Graf (huit succès).  
Gabriela Sabatini et Martina Navrátilová remportent respectivement cinq et quatre tournois. 
Dominée à six occasions en finale, Arantxa Sánchez parvient à s'imposer dans deux épreuves. 
Jennifer Capriati, en perte de vitesse, décroche néanmoins la médaille d'or aux Jeux olympiques de Barcelone. 
Mary Pierce confirme son statut d'espoir en gagnant trois tournois mineurs.
En double, Gigi Fernández et Natasha Zvereva triomphent trois fois en Grand Chelem, abandonnant l'Open d'Australie à Arantxa Sánchez et Helena Suková.

## Organisation de la saison
Indépendamment des 4 tournois du Grand Chelem (organisés par l'ITF), la saison 1992 de la WTA se compose des tournois suivants :
- les tournois Tier I (6),
- les tournois Tier II (15),
- les tournois Tier III, Tier IV, Tier V (30)
- le tournoi des Jeux olympiques de Barcelone
- Les Masters de fin de saison

La saison 1992 compte donc 57 tournois.
À ce calendrier s'ajoute aussi l'épreuve par équipes nationales : la Coupe de la Fédération.

## Palmarès

### Simple
| No | Date       | Nom et lieu du tournoi                         | Catégorie     | Dotation    | Surface         | Vainqueure          | Finaliste           | Score          |         |
| -- | ---------- | ---------------------------------------------- | ------------- | ----------- | --------------- | ------------------- | ------------------- | -------------- | ------- |
| 1  | 30/12/1991 | Danone Open, Brisbane                          | Tier IV       | 150 000 $   | Dur (ext.)      | Nicole Provis       | Rachel McQuillan    | 6-3, 6-2       | Tableau |
| 2  | 06/01/1992 | NSW Open Tmn’t of Champions, Sydney            | Tier III      | 225 000 $   | Dur (ext.)      | Gabriela Sabatini   | Arantxa Sánchez     | 6-1, 6-1       | Tableau |
| 3  | 13/01/1992 | Ford Australian Open, Melbourne                | G. Chelem     | 2 000 000 $ | Dur (ext.)      | Monica Seles        | Mary Joe Fernández  | 6-2, 6-3       | Tableau |
| 4  | 27/01/1992 | Nutri-Metics Bendon Classic, Auckland          | Tier V        | 100 000 $   | Dur (ext.)      | Robin White         | Andrea Strnadová    | 2-6, 6-4, 6-3  | Tableau |
| 5  | 27/01/1992 | Toray Pan Pacific Open, Tokyo                  | Tier II       | 350 000 $   | Moquette (int.) | Gabriela Sabatini   | Martina Navrátilová | 6-2, 4-6, 6-2  | Tableau |
| 6  | 03/02/1992 | Fernleaf Butter Classic, Wellington            | Tier V        | 100 000 $   | Dur (ext.)      | Noëlle van Lottum   | Donna Faber         | 6-4, 6-0       | Tableau |
| 7  | 03/02/1992 | Mizuno World Ladies, Osaka                     | Tier IV       | 150 000 $   | Moquette (int.) | Helena Suková       | Laura Arraya        | 6-2, 4-6, 6-1  | Tableau |
| 8  | 03/02/1992 | Nokia Grand Prix, Essen                        | Tier II       | 350 000 $   | Moquette (int.) | Monica Seles        | Mary Joe Fernández  | 6-0, 6-3       | Tableau |
| 9  | 10/02/1992 | Int’l Austrian Indoor Championships, Linz      | Tier V        | 100 000 $   | Moquette (int.) | Natalia Medvedeva   | Pascale Paradis     | 6-4, 6-2       | Tableau |
| 10 | 10/02/1992 | Virginia Slims of Chicago, Chicago             | Tier II       | 350 000 $   | Moquette (int.) | Martina Navrátilová | Jana Novotná        | 7-6, 4-6, 7-5  | Tableau |
| 11 | 17/02/1992 | Cesena Championships, Cesena                   | Tier V        | 100 000 $   | Moquette (int.) | Mary Pierce         | Catherine Tanvier   | 6-1, 6-1       | Tableau |
| 12 | 17/02/1992 | Virginia Slims of Oklahoma, Oklahoma City      | Tier IV       | 150 000 $   | Dur (int.)      | Zina Garrison       | Lori McNeil         | 7-5, 3-6, 7-6  | Tableau |
| 13 | 24/02/1992 | Matrix Essentials Evert Cup, Indian Wells      | Tier II       | 350 000 $   | Dur (ext.)      | Monica Seles        | Conchita Martínez   | 6-3, 6-1       | Tableau |
| 14 | 02/03/1992 | Virginia Slims of Florida, Boca Raton          | Tier I        | 550 000 $   | Dur (ext.)      | Steffi Graf         | Conchita Martínez   | 3-6, 6-2, 6-0  | Tableau |
| 15 | 13/03/1992 | Lipton International Championships, Miami      | Tier I        | 800 000 $   | Dur (ext.)      | Arantxa Sánchez     | Gabriela Sabatini   | 6-1, 6-4       | Tableau |
| 16 | 23/03/1992 | Acura US Hard Court Championships, San Antonio | Tier III      | 225 000 $   | Dur (ext.)      | Martina Navrátilová | Nathalie Tauziat    | 6-2, 6-1       | Tableau |
| 17 | 30/03/1992 | Family Circle Mag. Cup, Hilton Head            | Tier I        | 550 000 $   | Terre (ext.)    | Gabriela Sabatini   | Conchita Martínez   | 6-1, 6-4       | Tableau |
| 18 | 06/04/1992 | Suntory Japan Open, Tokyo                      | Tier IV       | 150 000 $   | Dur (ext.)      | Kimiko Date         | Sabine Appelmans    | 7-5, 3-6, 6-3  | Tableau |
| 19 | 06/04/1992 | Bausch & Lomb Championships, Amelia Island     | Tier II       | 350 000 $   | Terre (ext.)    | Gabriela Sabatini   | Steffi Graf         | 6-2, 1-6, 6-3  | Tableau |
| 20 | 13/04/1992 | Volvo Open, Pattaya                            | Tier V        | 100 000 $   | Dur (ext.)      | Sabine Appelmans    | Andrea Strnadová    | 7-5, 3-6, 7-5  | Tableau |
| 21 | 13/04/1992 | Virginia Slims of Houston, Houston             | Tier II       | 350 000 $   | Terre (ext.)    | Monica Seles        | Zina Garrison       | 6-1, 6-1       | Tableau |
| 22 | 20/04/1992 | Women’s Open, Kuala Lumpur                     | Tier V        | 100 000 $   | Dur (int.)      | Yayuk Basuki        | Andrea Strnadová    | 6-3, 6-0       | Tableau |
| 23 | 20/04/1992 | Open Seat of Spain, Barcelone                  | Tier III      | 225 000 $   | Terre (ext.)    | Monica Seles        | Arantxa Sánchez     | 3-6, 6-2, 6-3  | Tableau |
| 24 | 27/04/1992 | Ilva Trophy, Tarente                           | Tier V        | 100 000 $   | Terre (ext.)    | Julie Halard        | Emanuela Zardo      | 6-0, 7-5       | Tableau |
| 25 | 27/04/1992 | Citizen Cup, Hambourg                          | Tier II       | 350 000 $   | Terre (ext.)    | Steffi Graf         | Gabriela Sabatini   | 7-6, 6-2       | Tableau |
| 26 | 04/05/1992 | Belgian Open, Waregem                          | Tier V        | 100 000 $   | Terre (ext.)    | Wiltrud Probst      | Meike Babel         | 6-2, 6-3       | Tableau |
| 27 | 04/05/1992 | Peugeot Italian Open, Rome                     | Tier I        | 550 000 $   | Terre (ext.)    | Gabriela Sabatini   | Monica Seles        | 7-5, 6-4       | Tableau |
| 28 | 11/05/1992 | Lufthansa Cup German Open, Berlin              | Tier I        | 550 000 $   | Terre (ext.)    | Steffi Graf         | Arantxa Sánchez     | 4-6, 7-5, 6-2  | Tableau |
| 29 | 18/05/1992 | European Open, Lucerne                         | Tier IV       | 150 000 $   | Terre (ext.)    | Amy Frazier         | Radka Zrubáková     | 6-4, 4-6, 7-5  | Tableau |
| 30 | 18/05/1992 | Internationaux de Strasbourg, Strasbourg       | Tier IV       | 150 000 $   | Terre (ext.)    | Judith Wiesner      | Naoko Sawamatsu     | 6-1, 6-3       | Tableau |
| 31 | 25/05/1992 | Roland-Garros, Paris                           | G. Chelem     | 3 277 836 $ | Terre (ext.)    | Monica Seles        | Steffi Graf         | 6-2, 3-6, 10-8 | Tableau |
| 32 | 08/06/1992 | Dow Classic, Birmingham                        | Tier IV       | 150 000 $   | Gazon (ext.)    | Brenda Schultz      | Jenny Byrne         | 6-2, 6-2       | Tableau |
| 33 | 15/06/1992 | Pilkington Glass Championships, Eastbourne     | Tier II       | 350 000 $   | Gazon (ext.)    | Lori McNeil         | Linda Wild          | 6-4, 6-4       | Tableau |
| 34 | 22/06/1992 | The Championships, Wimbledon                   | G. Chelem     | 3 000 000 $ | Gazon (ext.)    | Steffi Graf         | Monica Seles        | 6-2, 6-1       | Tableau |
| 35 | 06/07/1992 | Torneo Internazionale, Palerme                 | Tier V        | 100 000 $   | Terre (ext.)    | Mary Pierce         | Brenda Schultz      | 6-1, 6-7, 6-1  | Tableau |
| 36 | 06/07/1992 | Citroën Cup Austrian Open, Kitzbühel           | Tier IV       | 150 000 $   | Terre (ext.)    | Conchita Martínez   | Manuela Maleeva     | 6-0, 3-6, 6-2  | Tableau |
| 37 | 20/07/1992 | Internazionali di Tennis, Saint-Marin          | Tier V        | 100 000 $   | Terre (ext.)    | Magdalena Maleeva   | Federica Bonsignori | 7-6, 6-4       | Tableau |
| 38 | 20/07/1992 | HTC Open, Prague                               | Tier V        | 100 000 $   | Terre (ext.)    | Radka Zrubáková     | Kateřina Kroupová   | 6-3, 7-5       | Tableau |
| 39 | 28/07/1992 | Olympic Games, Barcelone                       | J. olympiques | NC          | Terre (ext.)    | Jennifer Capriati   | Steffi Graf         | 3-6, 6-3, 6-4  | Tableau |
| 40 | 10/08/1992 | Virginia Slims of Los Angeles, Manhattan Beach | Tier II       | 350 000 $   | Dur (ext.)      | Martina Navrátilová | Monica Seles        | 6-4, 6-2       | Tableau |
| 41 | 17/08/1992 | Matinee Ltd. - Canadian Open, Montréal         | Tier I        | 550 000 $   | Dur (ext.)      | Arantxa Sánchez     | Monica Seles        | 6-3, 4-6, 6-4  | Tableau |
| 42 | 24/08/1992 | OTB International Open, Schenectady            | Tier V        | 100 000 $   | Dur (ext.)      | Barbara Rittner     | Brenda Schultz      | 7-6, 6-3       | Tableau |
| 43 | 24/08/1992 | Mazda Classic, San Diego                       | Tier III      | 225 000 $   | Dur (ext.)      | Jennifer Capriati   | Conchita Martínez   | 6-3, 6-2       | Tableau |
| 44 | 31/08/1992 | US Open, Flushing Meadows                      | G. Chelem     | 3 734 850 $ | Dur (ext.)      | Monica Seles        | Arantxa Sánchez     | 6-3, 6-3       | Tableau |
| 45 | 14/09/1992 | Clarins Open, Paris                            | Tier IV       | 150 000 $   | Terre (ext.)    | Sandra Cecchini     | Emanuela Zardo      | 6-2, 6-1       | Tableau |
| 46 | 21/09/1992 | Nichirei International Championships, Tokyo    | Tier II       | 350 000 $   | Dur (ext.)      | Monica Seles        | Gabriela Sabatini   | 6-2, 6-0       | Tableau |
| 47 | 28/09/1992 | Open Whirlpool-Ville de Bayonne, Bayonne       | Tier IV       | 150 000 $   | Moquette (int.) | Manuela Maleeva     | Nathalie Tauziat    | 6-7, 6-2, 6-3  | Tableau |
| 48 | 28/09/1992 | P&G Open, Taïwan                               | Tier V        | 100 000 $   | Dur (ext.)      | Shaun Stafford      | Ann Grossman        | 6-1, 6-3       | Tableau |
| 49 | 28/09/1992 | Volkswagen Cup, Leipzig                        | Tier III      | 225 000 $   | Moquette (int.) | Steffi Graf         | Jana Novotná        | 6-3, 1-6, 6-4  | Tableau |
| 50 | 05/10/1992 | European Indoors, Zurich                       | Tier II       | 350 000 $   | Moquette (int.) | Steffi Graf         | Martina Navrátilová | 2-6, 7-5, 7-5  | Tableau |
| 51 | 12/10/1992 | Porsche Tennis GP, Filderstadt                 | Tier II       | 350 000 $   | Dur (int.)      | Martina Navrátilová | Gabriela Sabatini   | 7-6, 6-3       | Tableau |
| 52 | 20/10/1992 | Midland Bank Championships, Brighton           | Tier II       | 350 000 $   | Moquette (int.) | Steffi Graf         | Jana Novotná        | 4-6, 6-4, 7-6  | Tableau |
| 53 | 26/10/1992 | Puerto Rico Open, San Juan                     | Tier IV       | 150 000 $   | Dur (ext.)      | Mary Pierce         | Gigi Fernández      | 6-1, 7-5       | Tableau |
| 54 | 02/11/1992 | Bank of the West Classic, Oakland              | Tier II       | 350 000 $   | Moquette (int.) | Monica Seles        | Martina Navrátilová | 6-3, 6-4       | Tableau |
| 55 | 09/11/1992 | Indianapolis Tennis Classic, Indianapolis      | Tier IV       | 150 000 $   | Dur (int.)      | Helena Suková       | Linda Wild          | 6-4, 6-3       | Tableau |
| 56 | 09/11/1992 | Virginia Slims of Philadelphia, Philadelphie   | Tier II       | 350 000 $   | Moquette (int.) | Steffi Graf         | Arantxa Sánchez     | 6-3, 3-6, 6-1  | Tableau |
| 57 | 16/11/1992 | Virginia Slims Championships, New York         | Masters       | 3 000 000 $ | Moquette (int.) | Monica Seles        | Martina Navrátilová | 7-5, 6-3, 6-1  | Tableau |

### Double
| No | Date       | Nom et lieu du tournoi                        | Catégorie     | Dotation    | Surface         | Vainqueures                          | Finalistes                          | Score         |         |
| -- | ---------- | --------------------------------------------- | ------------- | ----------- | --------------- | ------------------------------------ | ----------------------------------- | ------------- | ------- |
| 1  | 30/12/1991 | Danone Open Brisbane                          | Tier IV       | 150 000 $   | Dur (ext.)      | Jana Novotná Larisa Neiland          | Manon Bollegraf Nicole Provis       | 6-4, 6-3      | Tableau |
| 2  | 06/01/1992 | NSW Open Tmn’t of Champions Sydney            | Tier III      | 225 000 $   | Dur (ext.)      | Arantxa Sánchez Helena Suková        | Mary Joe Fernández Zina Garrison    | 7-6, 6-7, 6-2 | Tableau |
| 3  | 13/01/1992 | Ford Australian Open Melbourne                | G. Chelem     | 2 000 000 $ | Dur (ext.)      | Arantxa Sánchez Helena Suková        | Mary Joe Fernández Zina Garrison    | 6-4, 7-62     | Tableau |
| 4  | 27/01/1992 | Nutri-Metics Bendon Classic Auckland          | Tier V        | 100 000 $   | Dur (ext.)      | Rosalyn Fairbank Raffaella Reggi     | Jill Hetherington Kathy Rinaldi     | 1-6, 6-1, 7-5 | Tableau |
| 5  | 27/01/1992 | Toray Pan Pacific Open Tokyo                  | Tier II       | 350 000 $   | Moquette (int.) | Arantxa Sánchez Helena Suková        | Martina Navrátilová Pam Shriver     | 7-5, 6-1      | Tableau |
| 6  | 03/02/1992 | Fernleaf Butter Classic Wellington            | Tier V        | 100 000 $   | Dur (ext.)      | Belinda Borneo Clare Wood            | Jo-Anne Faull Julie Richardson      | 6-0, 7-6      | Tableau |
| 7  | 03/02/1992 | Mizuno World Ladies Osaka                     | Tier IV       | 150 000 $   | Moquette (int.) | Rennae Stubbs Helena Suková          | Sandy Collins Rachel McQuillan      | 3-6, 6-4, 7-5 | Tableau |
| 8  | 03/02/1992 | Nokia Grand Prix Essen                        | Tier II       | 350 000 $   | Moquette (int.) | Katerina Maleeva Barbara Rittner     | Sabine Appelmans Claudia Porwik     | 7-5, 6-3      | Tableau |
| 9  | 10/02/1992 | Int’l Austrian Indoor Championships Linz      | Tier V        | 100 000 $   | Moquette (int.) | Monique Kiene Miriam Oremans         | Claudia Porwik Raffaella Reggi      | 6-4, 6-2      | Tableau |
| 10 | 10/02/1992 | Virginia Slims of Chicago Chicago             | Tier II       | 350 000 $   | Moquette (int.) | Martina Navrátilová Pam Shriver      | Katrina Adams Zina Garrison         | 6-4, 7-6      | Tableau |
| 11 | 17/02/1992 | Cesena Championships Cesena                   | Tier V        | 100 000 $   | Moquette (int.) | Catherine Suire Catherine Tanvier    | Sabine Appelmans Raffaella Reggi    | Forfait       | Tableau |
| 12 | 17/02/1992 | Virginia Slims of Oklahoma Oklahoma City      | Tier IV       | 150 000 $   | Dur (int.)      | Lori McNeil Nicole Provis            | Katrina Adams Manon Bollegraf       | 3-6, 6-4, 7-6 | Tableau |
| 13 | 24/02/1992 | Matrix Essentials Evert Cup Indian Wells      | Tier II       | 350 000 $   | Dur (ext.)      | Claudia Kohde-Kilsch Stephanie Rehe  | Jill Hetherington Kathy Rinaldi     | 6-3, 6-3      | Tableau |
| 14 | 02/03/1992 | Virginia Slims of Florida Boca Raton          | Tier I        | 550 000 $   | Dur (ext.)      | Larisa Neiland Natasha Zvereva       | Linda Wild Conchita Martínez        | 6-2, 6-2      | Tableau |
| 15 | 13/03/1992 | Lipton International Championships Miami      | Tier I        | 800 000 $   | Dur (ext.)      | Arantxa Sánchez Larisa Neiland       | Jill Hetherington Kathy Rinaldi     | 7-5, 5-7, 6-3 | Tableau |
| 16 | 23/03/1992 | Acura US Hard Court Championships San Antonio | Tier III      | 225 000 $   | Dur (ext.)      | Martina Navrátilová Pam Shriver      | Patty Fendick Andrea Strnadová      | 3-6, 6-2, 7-6 | Tableau |
| 17 | 26/03/1992 | Light n’ Lively Doubles Wesley Chapel         |               | 175 000 $   | Terre (ext.)    | Jana Novotná Larisa Neiland          | Arantxa Sánchez Natasha Zvereva     | 6-4, 6-2      | Tableau |
| 18 | 30/03/1992 | Family Circle Mag. Cup Hilton Head            | Tier I        | 550 000 $   | Terre (ext.)    | Arantxa Sánchez Natasha Zvereva      | Jana Novotná Larisa Neiland         | 6-4, 6-2      | Tableau |
| 19 | 06/04/1992 | Suntory Japan Open Tokyo                      | Tier IV       | 150 000 $   | Dur (ext.)      | Amy Frazier Rika Hiraki              | Kimiko Date Stephanie Rehe          | 5-7, 7-6, 6-0 | Tableau |
| 20 | 06/04/1992 | Bausch & Lomb Championships Amelia Island     | Tier II       | 350 000 $   | Terre (ext.)    | Arantxa Sánchez Natasha Zvereva      | Zina Garrison Jana Novotná          | 6-1, 6-0      | Tableau |
| 21 | 13/04/1992 | Volvo Open Pattaya                            | Tier V        | 100 000 $   | Dur (ext.)      | Isabelle Demongeot Natalia Medvedeva | Pascale Paradis Sandrine Testud     | 6-1, 6-1      | Tableau |
| 22 | 13/04/1992 | Virginia Slims of Houston Houston             | Tier II       | 350 000 $   | Terre (ext.)    | Patty Fendick Gigi Fernández         | Jill Hetherington Kathy Rinaldi     | 7-5, 6-4      | Tableau |
| 23 | 20/04/1992 | Women’s Open Kuala Lumpur                     | Tier V        | 100 000 $   | Dur (int.)      | Isabelle Demongeot Natalia Medvedeva | Rika Hiraki Petra Langrová          | 2-6, 6-4, 6-1 | Tableau |
| 24 | 20/04/1992 | Open Seat of Spain Barcelone                  | Tier III      | 225 000 $   | Terre (ext.)    | Conchita Martínez Arantxa Sánchez    | Nathalie Tauziat Judith Wiesner     | 6-4, 6-1      | Tableau |
| 25 | 27/04/1992 | Ilva Trophy Tarente                           | Tier V        | 100 000 $   | Terre (ext.)    | Amanda Coetzer Inés Gorrochategui    | Rachel McQuillan Radka Zrubáková    | 4-6, 6-3, 7-6 | Tableau |
| 26 | 27/04/1992 | Citizen Cup Hambourg                          | Tier II       | 350 000 $   | Terre (ext.)    | Steffi Graf Rennae Stubbs            | Manon Bollegraf Arantxa Sánchez     | 4-6, 6-3, 6-4 | Tableau |
| 27 | 04/05/1992 | Belgian Open Waregem                          | Tier V        | 100 000 $   | Terre (ext.)    | Manon Bollegraf Caroline Vis         | Elena Bryukhovets Petra Langrová    | 6-4, 6-3      | Tableau |
| 28 | 04/05/1992 | Peugeot Italian Open Rome                     | Tier I        | 550 000 $   | Terre (ext.)    | Monica Seles Helena Suková           | Katerina Maleeva Barbara Rittner    | 6-1, 6-2      | Tableau |
| 29 | 11/05/1992 | Lufthansa Cup German Open Berlin              | Tier I        | 550 000 $   | Terre (ext.)    | Jana Novotná Larisa Neiland          | Gigi Fernández Natasha Zvereva      | 7-6, 4-6, 7-5 | Tableau |
| 30 | 18/05/1992 | European Open Lucerne                         | Tier IV       | 150 000 $   | Terre (ext.)    | Amy Frazier Elna Reinach             | Karina Habšudová Marianne Werdel    | 7-5, 6-2      | Tableau |
| 31 | 18/05/1992 | Internationaux de Strasbourg Strasbourg       | Tier IV       | 150 000 $   | Terre (ext.)    | Patty Fendick Andrea Strnadová       | Lori McNeil Mercedes Paz            | 6-3, 6-4      | Tableau |
| 32 | 25/05/1992 | Roland-Garros Paris                           | G. Chelem     | 3 277 836 $ | Terre (ext.)    | Gigi Fernández Natasha Zvereva       | Conchita Martínez Arantxa Sánchez   | 6-3, 6-2      | Tableau |
| 33 | 08/06/1992 | Dow Classic Birmingham                        | Tier IV       | 150 000 $   | Gazon (ext.)    | Lori McNeil Rennae Stubbs            | Sandy Collins Elna Reinach          | 5-7, 6-3, 8-6 | Tableau |
| 34 | 15/06/1992 | Pilkington Glass Championships Eastbourne     | Tier II       | 350 000 $   | Gazon (ext.)    | Jana Novotná Larisa Neiland          | Mary Joe Fernández Zina Garrison    | 6-0, 6-3      | Tableau |
| 35 | 22/06/1992 | The Championships Wimbledon                   | G. Chelem     | 3 000 000 $ | Gazon (ext.)    | Gigi Fernández Natasha Zvereva       | Jana Novotná Larisa Neiland         | 6-4, 6-1      | Tableau |
| 36 | 06/07/1992 | Torneo Internazionale Palerme                 | Tier V        | 100 000 $   | Terre (ext.)    | Halle Carroll Maria Jose Gaidano     | Petra Langrová A. Segura-Perez      | 6-3, 4-6, 6-3 | Tableau |
| 37 | 06/07/1992 | Citroën Cup Austrian Open Kitzbühel           | Tier IV       | 150 000 $   | Terre (ext.)    | Florencia Labat Alexia Dechaume      | Amanda Coetzer Wiltrud Probst       | 6-3, 6-3      | Tableau |
| 38 | 20/07/1992 | Internazionali di Tennis Saint-Marin          | Tier V        | 100 000 $   | Terre (ext.)    | Alexia Dechaume Florencia Labat      | Sandra Cecchini Laura Garrone       | 7-6, 7-5      | Tableau |
| 39 | 20/07/1992 | HTC Open Prague                               | Tier V        | 100 000 $   | Terre (ext.)    | Karin Kschwendt Petra Ritter         | Eva Švíglerová Noëlle van Lottum    | 6-4, 2-6, 7-5 | Tableau |
| 40 | 28/07/1992 | Olympic Games Barcelone                       | J. olympiques | NC          | Terre (ext.)    | Gigi Fernández · Mary Joe Fernández  | Conchita Martínez · Arantxa Sánchez | 7-5, 2-6, 6-2 | Tableau |
| 41 | 10/08/1992 | Virginia Slims of Los Angeles Manhattan Beach | Tier II       | 350 000 $   | Dur (ext.)      | Arantxa Sánchez Helena Suková        | Zina Garrison Pam Shriver           | 6-4, 6-2      | Tableau |
| 42 | 17/08/1992 | Matinee Ltd. - Canadian Open Montréal         | Tier I        | 550 000 $   | Dur (ext.)      | Lori McNeil Rennae Stubbs            | Gigi Fernández Natasha Zvereva      | 3-6, 7-5, 7-5 | Tableau |
| 43 | 24/08/1992 | OTB International Open Schenectady            | Tier V        | 100 000 $   | Dur (ext.)      | Alexia Dechaume Florencia Labat      | Ginger Helgeson Shannan McCarthy    | 6-3, 1-6, 6-2 | Tableau |
| 44 | 24/08/1992 | Mazda Classic San Diego                       | Tier III      | 225 000 $   | Dur (ext.)      | Jana Novotná Larisa Neiland          | Conchita Martínez Mercedes Paz      | 6-1, 6-4      | Tableau |
| 45 | 31/08/1992 | US Open Flushing Meadows                      | G. Chelem     | 3 734 850 $ | Dur (ext.)      | Gigi Fernández Natasha Zvereva       | Jana Novotná Larisa Neiland         | 7-64, 6-1     | Tableau |
| 46 | 14/09/1992 | Clarins Open Paris                            | Tier IV       | 150 000 $   | Terre (ext.)    | Sandra Cecchini Patricia Tarabini    | Rachel McQuillan Noëlle van Lottum  | 7-5, 6-1      | Tableau |
| 47 | 21/09/1992 | Nichirei International Championships Tokyo    | Tier II       | 350 000 $   | Dur (ext.)      | Mary Joe Fernández Robin White       | Yayuk Basuki Nana Miyagi            | 6-4, 6-4      | Tableau |
| 48 | 28/09/1992 | Open Whirlpool-Ville de Bayonne Bayonne       | Tier IV       | 150 000 $   | Moquette (int.) | Linda Ferrando Petra Langrová        | Claudia Kohde-Kilsch Stephanie Rehe | 1-6, 6-3, 6-4 | Tableau |
| 49 | 28/09/1992 | P&G Open Taïwan                               | Tier V        | 100 000 $   | Dur (ext.)      | Jo-Anne Faull Julie Richardson       | Amanda Coetzer Cammy MacGregor      | 3-6, 6-3, 6-2 | Tableau |
| 50 | 28/09/1992 | Volkswagen Cup Leipzig                        | Tier III      | 225 000 $   | Moquette (int.) | Jana Novotná Larisa Neiland          | Patty Fendick Andrea Strnadová      | 7-5, 7-6      | Tableau |
| 51 | 05/10/1992 | European Indoors Zurich                       | Tier II       | 350 000 $   | Moquette (int.) | Helena Suková Natasha Zvereva        | Martina Navrátilová Pam Shriver     | 7-6, 6-4      | Tableau |
| 52 | 12/10/1992 | Porsche Tennis GP Filderstadt                 | Tier II       | 350 000 $   | Dur (int.)      | Arantxa Sánchez Helena Suková        | Pam Shriver Natasha Zvereva         | 6-4, 7-5      | Tableau |
| 53 | 20/10/1992 | Midland Bank Championships Brighton           | Tier II       | 350 000 $   | Moquette (int.) | Jana Novotná Larisa Neiland          | Conchita Martínez Radka Zrubáková   | 6-4, 6-1      | Tableau |
| 54 | 26/10/1992 | Puerto Rico Open San Juan                     | Tier IV       | 150 000 $   | Dur (ext.)      | Amanda Coetzer Elna Reinach          | Gigi Fernández Kathy Rinaldi        | 6-2, 4-6, 6-2 | Tableau |
| 55 | 02/11/1992 | Bank of the West Classic Oakland              | Tier II       | 350 000 $   | Moquette (int.) | Gigi Fernández Natasha Zvereva       | Rosalyn Fairbank Gretchen Rush      | 3-6, 6-2, 6-4 | Tableau |
| 56 | 09/11/1992 | Indianapolis Tennis Classic Indianapolis      | Tier IV       | 150 000 $   | Dur (int.)      | Katrina Adams Elna Reinach           | Sandy Collins Mary Lou Piatek       | 5-7, 6-2, 6-4 | Tableau |
| 57 | 09/11/1992 | Virginia Slims of Philadelphia Philadelphie   | Tier II       | 350 000 $   | Moquette (int.) | Gigi Fernández Natasha Zvereva       | Conchita Martínez Mary Pierce       | 6-1, 6-3      | Tableau |
| 58 | 16/11/1992 | Virginia Slims Championships New York         | Masters       | 3 000 000 $ | Moquette (int.) | Arantxa Sánchez Helena Suková        | Larisa Neiland Jana Novotná         | 7-6, 6-1      | Tableau |

### Double mixte
| No | Date       | Nom et lieu du tournoi         | Catégorie | Dotation    | Surface      | Vainqueures                     | Finalistes                      | Score          |         |
| -- | ---------- | ------------------------------ | --------- | ----------- | ------------ | ------------------------------- | ------------------------------- | -------------- | ------- |
| 1  | 27/12/1991 | Hopman Cup IV Perth            | ITF       | 600 000 $   | Dur (int.)   | Manuela Maleeva Jakob Hlasek    | Helena Suková Karel Nováček     | 2 matchs à 1   | Tableau |
| 2  | 13/01/1992 | Ford Australian Open Melbourne | G. Chelem | 2 000 000 $ | Dur (ext.)   | Nicole Provis Mark Woodforde    | Arantxa Sánchez Todd Woodbridge | 6-3, 4-6, 11-9 | Tableau |
| 3  | 25/05/1992 | Roland-Garros Paris            | G. Chelem | 3 277 836 $ | Terre (ext.) | Arantxa Sánchez Todd Woodbridge | Lori McNeil Bryan Shelton       | 6-2, 6-3       | Tableau |
| 4  | 22/06/1992 | The Championships Wimbledon    | G. Chelem | 3 000 000 $ | Gazon (ext.) | Larisa Neiland Cyril Suk        | Miriam Oremans Jacco Eltingh    | 7-62, 6-2      | Tableau |
| 5  | 31/08/1992 | US Open Flushing Meadows       | G. Chelem | 3 734 850 $ | Dur (ext.)   | Nicole Provis Mark Woodforde    | Helena Suková Tom Nijssen       | 4-6, 6-3, 6-3  | Tableau |

### Podiums aux Jeux olympiques de Barcelone
| Épreuve      | Or                                | Argent                                    | Bronze                       | Bronze                          |
| Simple dames | Jennifer Capriati                 | Steffi Graf                               | Mary Joe Fernández           | Arantxa Sánchez Vicario         |
| Double dames | Gigi Fernández Mary Joe Fernández | Conchita Martínez Arantxa Sánchez Vicario | Leila Meskhi Natasha Zvereva | Nicole Bradtke Rachel McQuillan |

## Classements de fin de saison
| Rang | Joueuse             |
| ---- | ------------------- |
| 1    | Monica Seles        |
| 2    | Steffi Graf         |
| 3    | Gabriela Sabatini   |
| 4    | Arantxa Sánchez     |
| 5    | Martina Navrátilová |
| 6    | Mary Joe Fernández  |
| 7    | Jennifer Capriati   |
| 8    | Conchita Martínez   |
| 9    | Manuela Maleeva     |
| 10   | Jana Novotná        |
| 11   | Anke Huber          |
| 12   | Helena Suková       |
| 13   | Mary Pierce         |
| 14   | Nathalie Tauziat    |
| 15   | Lori McNeil         |
| 16   | Katerina Maleeva    |
| 17   | Amanda Coetzer      |
| 18   | Zina Garrison       |
| 19   | Amy Frazier         |
| 20   | Magdalena Maleeva   |

| Rang | Joueuse               |
| ---- | --------------------- |
| 1    | Natasha Zvereva       |
| 2    | Arantxa Sánchez       |
| 3    | Larisa Neiland        |
| 4    | Gigi Fernández        |
| 5    | Jana Novotná          |
| 6    | Helena Suková         |
| 7    | Pam Shriver           |
| 8    | Zina Garrison         |
| 9    | Lori McNeil           |
| 10   | Rennae Stubbs         |
| 11   | Kathy Rinaldi Stunkel |
| 12   | Conchita Martínez     |
| 13   | Jill Hetherington     |
| 14   | Patty Fendick         |
| 15   | Mary Joe Fernández    |
| 16   | Katrina Adams         |
| 17   | Sandy Collins         |
| 18   | Martina Navrátilová   |
| 19   | Stephanie Rehe        |
| 20   | Elna Reinach          |

| Rang | Paire                 |
| ---- | --------------------- |
| 1    | Jana Novotná          |
| 1    | Larisa Neiland        |
| 2    | Gigi Fernández        |
| 2    | Natasha Zvereva       |
| 3    | Arantxa Sánchez       |
| 3    | Helena Suková         |
| 4    | Jill Hetherington     |
| 4    | Kathy Rinaldi Stunkel |
| 5    | Martina Navrátilová   |
| 5    | Pam Shriver           |
| 6    | Mary Joe Fernández    |
| 6    | Zina Garrison         |
| 7    | Patty Fendick         |
| 7    | Andrea Strnadová      |
| 8    | Lori McNeil           |
| 8    | Rennae Stubbs         |
| 9    | Arantxa Sánchez       |
| 9    | Natasha Zvereva       |
| 10   | Katrina Adams         |
| 10   | Manon Bollegraf       |

## Coupe de la Fédération
| Date     | Lieu                        | Surf.        | Vainqueur                              | Finaliste                         | Score |         |
| 19/07/92 | Francfort, Waldstadion T.C. | Terre (ext.) | Anke Huber Barbara Rittner Steffi Graf | Conchita Martínez Arantxa Sánchez | 2-1   | Tableau |

## Sources
- (en) WTA Tour : site officiel
- (en) [PDF] WTA Tour : palmarès complet 1971-2011
- (en) [PDF] « WTA Tour : prize money leaders 1992 (au 23/11/1992) »(Archive.org • Wikiwix • Archive.is • Google • Que faire ?)